# Chimera (Andromeda)
Chimera è il terzo album in studio del gruppo progressive metal svedese Andromeda, pubblicato nel 2006.

## Tracce
1. Periscope – 6:11
2. In the End – 4:58
3. The Hidden Riddle – 5:51
4. Going Under – 6:27
5. The Cage of Me – 7:08
6. No Guidelines – 6:23
7. Inner Circle – 7:03
8. Iskenderun – 5:30
9. Blink of an Eye – 12:29

## Formazione
- Johan Reinholdz – chitarre
- David Fremberg – voce
- Fabian Gustavsson – basso
- Martin Hedin – tastiere
- Thomas Lejon – batteria